# Zebra (gruppo musicale)
Gli Zebra sono un gruppo hard rock formatosi nel 1975 a New Orleans, Louisiana.

## Storia
La band si formò a New Orleans già nei metà anni 70. Prima di esordire col debut, il trio, composto da Randy Jackson (voce, chitarra), Felix Hanemann (basso) e Guy Gelso (batteria), si esibì in vari club attorno a New Orleans e New York per diversi anni, facensodi notare per il particolare stile in falsetto di Randy Jackson. Dopo anni di attività live, il gruppo venne notato dalla Atlantic Records, aiutati da Mark Puma, personaggio che aveva già fatto notare i Twisted Sister all'etichetta. Nel 1983 quindi viene pubblicato il debutto omonimo Zebra, prodotto da Jack Douglas, da cui venne estratto il singolo "Tell Me What You Want", trasmesso a ruota su MTV. Una buona parte dei brani contenuti nel disco erano già stati composti nel 1978.
Douglas produsse anche il secondo No Tellin' Lies, che vedeva il bassista Felix Hanemann come voce principale nel brano "Little Things". Il terzo disco autoprodotto 3.V, venne considerato il più duro del trio di New Orleans. Nel 1990 pubblicano il primo album dal vivo, Live. Registrato al Sundance club di Bayshore, Long Island, il disco dava l'impressione che la band suonasse in un'arena.
Nel 1989 Jackson partecipò alla formazione dei riformati Jefferson Airplane, pubblicando un album omonimo.
A seguito dello scioglimento della band, Randy Jackson fondò la nuova band China Rain registrando un disco per la Atlantic. questo progetto ebbe però termine nel 1992. Hanneman partecipò come ospite all'album A Minor Disturbance dei Burning Starr del 1991.
Gli Zebra si riunirono in occasione di alcuni reunion shows durante il 1997, progettando l'uscita di un nuovo album dal nome di Zebra 4. Durante il 1998 la Mayhem Records ristampà la discografia della band pubblicando anche la raccolta The Best of Zebra: In Black And White. Alcuni concerti live vennero eseguiti con Mike Sorrentino alla batteria. Allo stesso tempo Felix Hanemann pubblicò un album solista dal titolo di Rock candy accreditato come Felix. Questo disco vedeva anche la partecipazione dei colleghi Randy Jackson, Guy Gelso e Mike Sorrentino.
Jackson raggiunse poi la AOR band The Sign per il loro album Signs Of Life nel 2000. Gli Zebra tornarono sulle scene nel 2003, anno di pubblicazione del quarto album IV per l'etichetta italiana Frontiers Records, 17 anni dopo l'ultima pubblicazione in studio.

## Formazione
- Randy Jackson - voce, chitarra
- Felix Hanemann  - basso
- Guy Gelso - batteria

## Discografia

### Album in studio
- 1983 – Zebra
- 1984 – No Tellin' Lies
- 1986 – 3.V
- 2003 – IV

### Album dal vivo
- 1990 – Live
- 2004 – Slow Down

### Raccolte
- 1998 – The Best of Zebra: In Black And White
- 1999 – King Biscuit Flower Hour
- 2001 – No Tellin' Lies/3.V